# Ocariflute
L’ocariflute est un instrument de musique à vent, mélange entre une flute et un ocarina, d’où son nom.

## Histoire
L'ocariflute a été inventée vers la fin du XIXe siècle par le français Charles Matthieu qui a déposé le modèle.

## Facture
L'ocariflute est de forme conique, fabriquée en métal coulé. 
Elle est percée de 8 trous sur la partie supérieure et de 2 trous sur la partie inférieure.
Chaque trou porte un numéro et est annoté de sa hauteur en anglais et en solfège.